# Grant Kenny
Grant Hayden Kenny (Maryborough, 14 de junio de 1963) es un deportista australiano que compitió en piragüismo en la modalidad de aguas tranquilas.
Participó en dos Juegos Olímpicos de Verano en los años 1984 y 1988, obteniendo una medalla de bronce en la edición de Los Ángeles 1984 en la prueba de K2 1000 m. Ganó una medalla de bronce en el Campeonato Mundial de Piragüismo de 1986.

## Palmarés internacional
| Juegos Olímpicos   | Juegos Olímpicos             | Juegos Olímpicos  | Juegos Olímpicos |
| Año                | Lugar                        | Medalla           | Competición      |
| ------------------ | ---------------------------- | ----------------- | ---------------- |
| 1984               | Los Ángeles (Estados Unidos) | Medalla de bronce | K2 1000 m        |
| Campeonato Mundial |                              |                   |                  |
| Año                | Lugar                        | Medalla           | Competición      |
| 1986               | Montreal (Canadá)            | Medalla de bronce | K2 1000 m        |